# صوامع (استان مسیله)
صوامع (به عربی: الصوامع) یک شهرداری در الجزایر است که در استان مسیله واقع شده‌است.
 صوامع  ۶٬۴۲۴ نفر جمعیت دارد.